# Algodão de Jandaíra
Algodão de Jandaíra è un comune del Brasile nello Stato del Paraíba, parte della mesoregione dell'Agreste Paraibano e della microregione del Curimataú Ocidental.